# 能勢＝フーバー・サーモスタット
能勢＝フーバー・サーモスタット（のせ＝フーバー・サーモスタット、英: Nosé–Hoover thermostat）は、等温分子動力学シミュレーションのための決定的アルゴリズムである。初めに能勢修一によって開発され、フーバーによってさらに改良された。能勢＝フーバー・サーモスタットの熱浴はただ一つの想像上の粒子から成るが、シミュレーション系は現実的な定温条件（正準集団）を満たす。そのため、能勢＝フーバー・サーモスタットは定温分子動力学シミュレーションのための最も正確かつ効率的な手法の一つとして一般的に使用されている。

## 導入
古典的分子動力学において、シミュレーションはもっとも単純には小正準集団（粒子の数、容積、エネルギー (N, V, E) が一定値を有する）中で行われる。しかしながら、一般的に実際の実験条件では、エネルギーの代わりに温度が制御される（N, V, T 一定）。この実験条件を記述するアンサンブル（統計集団）は正準集団と呼ばれる。重要なことに、統計力学の観点からすれば、正準集団は小正準集団とは全く異なる。そこで、小正準集団を用いつつも温度を一定に保つための複数の手法が発表されている。温度を制御するための人気のある手法としては、速度リスケーリング（V-rescale）、アンダーセン・サーモスタット、能勢＝フーバー・サーモスタット、能勢＝フーバー・チェイン法、ベレンゼン・サーモスタット、ランジュバン動力学がある。
中心となる考えは正準分布を得るようなやり方でシミュレーションを行うことである。これはシミュレーション下の系の平均温度を固定することを意味するが、同時に正準分布に典型的な分布に従った温度の変動を許す。

## 能勢＝フーバー・サーモスタット
能勢のアプローチでは、追加の自由度 s を持つ熱浴を取り込んだ次のような「拡張 (augmented) ハミルトニアン」が導入される。
{\displaystyle {\mathcal {H}}(P,R,p_{s},s)=\sum _{i}{\frac {{\boldsymbol {p}}_{i}^{2}}{2m_{i}s^{2}}}+U(R)+{\frac {p_{s}^{2}}{2Q}}+gkT\ln \left(s\right)}
上式において、g は系の独立した運動量自由度の数であり、R および P は全ての座標 {ri} および {pi} を表わし、Q は系にあわせて慎重に選ぶべき仮想質量である。このハミルトニアンにあらわれる座標 R, P, t は仮想のものであり、実座標とは以下のような関係式で結び付いている。
{\displaystyle R'=R,~P'={\frac {P}{s}}~{\text{and}}~t'=\int ^{t}{\frac {\mathrm {d} \tau }{s}}}
上式において、プライムが付いた座標が実座標である。注目すべきは、g = 3N における上記のハミルトニアンの集団平均が小正準集団平均と等しいことである。
フーバーは能勢の方法に位相空間における連続条件、一般化リウヴィル方程式を導入して改良し、現在能勢＝フーバー・サーモスタットと呼ばれている手法を確立した。この手法は s による時間スケーリングを必要としない。